# Chorrochó
Chorrochó is een gemeente in de Braziliaanse deelstaat Bahia. De gemeente telt 11.022 inwoners (schatting 2009).